# Імператор Суйко
Імператор Су́йко (яп. 推古天皇, すいこてんのう, суйко тенно; 554 — 15 квітня 628) — 33-й Імператор Японії, синтоїстське божество, перша офіційно зафіксована жінка на Імператорському престолі Японії. Роки правління: 15 січня 593 — 15 квітня 628.
Третя донька імператора Кіммея. Її мати Кітасі-хіме була дочкою Соґа но Інаме. Замолоду звалася принцеса Нукатабе. Після смерті першої дружини свого зведеного брата і імператора Бідацу 576 року вийшла за нього заміж і отримала титул офіційної дружини імператора. Від Бідацу у неї народилося двоє синів і три доньки.
Коли після смерті імператора Йомея спалхнула боротьба за владу вона підтримала рід Соґа, що був на боці претендента принца Хацусебе. Перемогу здобув рід Сога, і в 587 на престол зійшов Хацусебе, відомий також як  імператор Сусюн. Протидіяла останньому у спробах позбутися впливу рода Соґа. 
592 року після вбивства імператора Сусюна за підтримки Соґа но Умако отримала трон. Офіційна церемонія (сокуї) відбулася у 593 році, надалі стала відома як імператор Суйко (ім'я перекладається як «припущення минулого»). Її небіжа — принца Сьотоку — було призначено регентом. Водночас останній одружився з її донькою Удодо но Кайдако. Тому фактична влада на час її панування належала принцу Сьотоку та Соґа но Умако, які були прихильниками буддизму. Вже 594 року ця релігія набула статусу офіційної в «Наказі про три процвітаючі скарби». Тепер будівництво буддійських храмів стало не лише ознакою прийняття передової культури, а й демонстрацією лояльності до монархії. Разом з тим Суйко сама була прихильницею буддизму, прийнявши чернечі обітниці перед сходження на трон.
У 599 році землетрус зруйнував будівлі по всій куні Ямато на території нинішньої префектури Нара. 600 року було відправлено посланців до імперії Суй, але це посольство зазнало невдачі через невідповідний одяг японців.
603 року було встановлено дванадцять чиновницьких рангів при дворі, 604 року, на основі буддистського вчення, розроблено так звану «Конституцію Сімнадцяти статей» — правила для державних службовців. Того ж року було встановлено церемоніальну систему входу та виходу з Імператорського палацу. 605 року змінено офіційний одяг. Це дозволило здійснювати дипломатичний протокол і встановило систему рейтингів, яка була сумісна з офіційними рангами дипломатичних чиновників з іншої країни. 606 або 609 року було урочисто висвячено першу статую Шака Ньорай. 
607 року відправляється посольство на чолі з Оно но Імоко до китайської імперії Суй. У квітні 608 року до Японії прибуло суйське посольство на чолі із Пей Шиціном. Було укладено низку дипломатичних протоколів. У вересні того ж року Оно но Імоко знову було відправлено посланцем до імперії Суй. З цього часу посольства спрямовувалися до Сей регулярно. Останнє прибуло туди у 614 році.
Написання офіційної історії вважається видатним досягненням її правління. Згідно хроніки «Ніхон Сьокі» принц Сьотоку і Соґа но Умако склали та представили історичні  праці «Теннокі», «Коккі» та «Омі-но-міцу-но-міяцуко-куні-но-міяцуко-но-комін-то-хонкі». На жаль, нічого не відомо про їх зміст, а також невідомі подробиці того, як складалася національна історія за правління Суйко, оскільки усі ці праці було спалено у 645 році.
Після смерті 621 року принца Сьотоку регентом було оголошено Соґа но Умако. 624 року відмовила Соґа но Умако в отриманні у власність землі Казуракі но Агата. 626 року після смерті останнього регентом став його син Соґа но Емісі.
Суйко не залишила розпоряджень щодо офіційного спадкоємця, внаслідок чого після її смерті почалася боротьба за трон між принцами Тамура та Ямасіро. Переміг перший, ставши відомим як імператор Дзьомей.

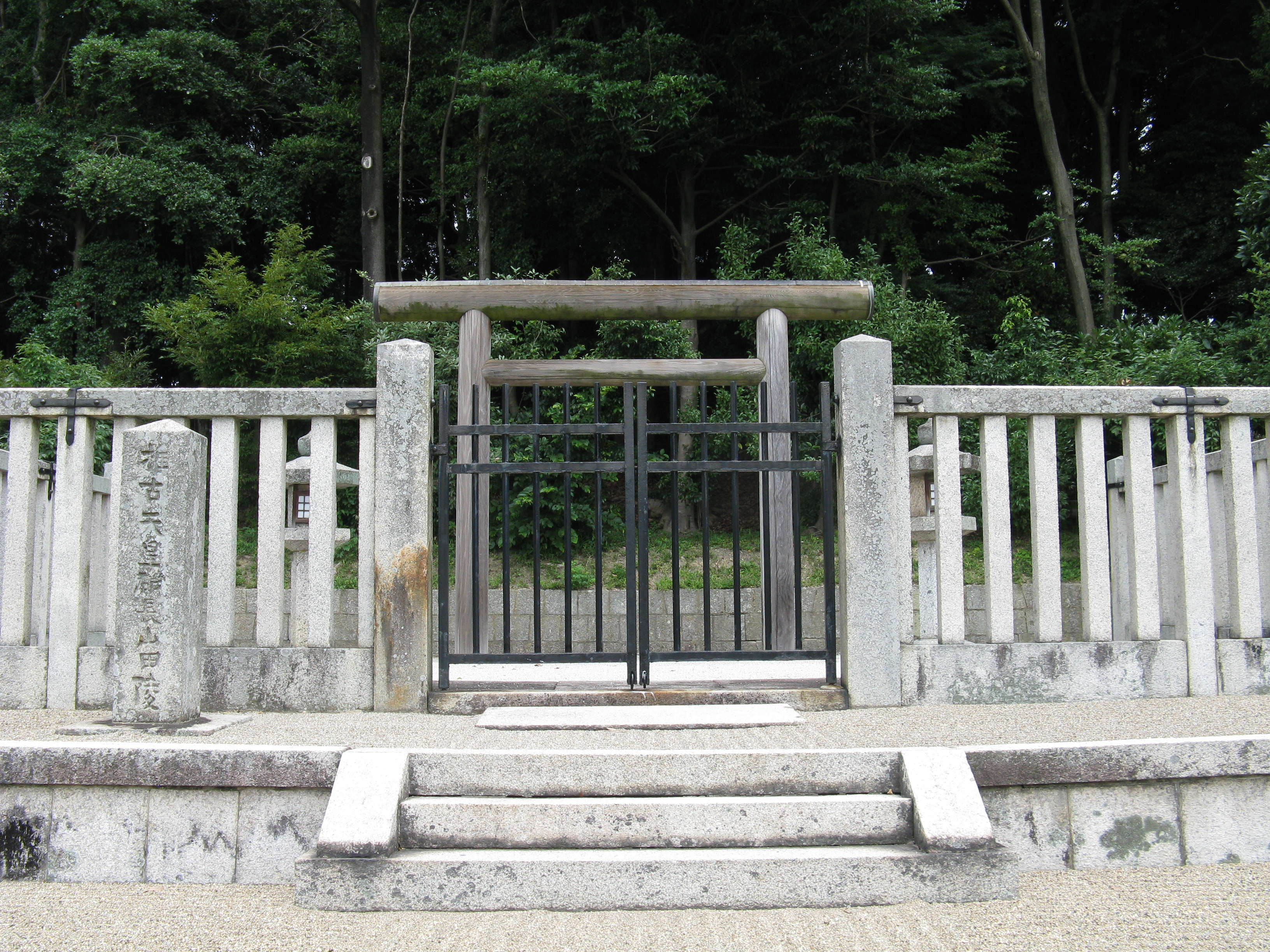
Могила імператора Суйко

Її могила відома. Ця імператриця традиційно вшановується в меморіальному синтоїстському храмі (місасагі) в Осаці.